# Lauret (Hérault)
 Lauret  es una población y comuna francesa, situada en la región de Languedoc-Rosellón, departamento de Hérault, en el distrito de Montpellier y cantón de Claret.

## Demografía
| 167 | 166 | 147 | 169 | 224 | 426 |
| Para los censos de 1962 a 1999 la población legal corresponde a la población sin duplicidades (Fuente: INSEE [Consultar]) |     |     |     |     |     |